# Stanisław Madej
Stanisław Madej (ur. 1880, zm. 1964) – polski winogrodnik, zasłużony propagator uprawy winnego krzewu w Polsce, popularyzator produkcji wina owocowego, Studiował w Petersburgu i ukończył studia z dyplomem inżyniera chemika.

## Działalność winogrodnicza
Do 1917 roku był starszym specjalistą w dziale upraw winorośli i produkcji wina przy Departamencie Rolnictwa w Petersburgu.
Po 1917 roku był szefem „sekcji winnictwa” w rządzie tureckim.
W latach 30. XX wieku był konsulentem winiarskim Lwowskiej Izby Rolniczej w powiecie borszczewskim na Podolu. Zakładał winnice w: Kotuszowie, Szydłowie i Miedzeszynie pod Warszawą oraz rozbudowywał winnicę w Winiarach koło Warki.
Po II wojnie światowej w latach 1946-1949 pełnił funkcję dyrektora Wytwórni Win w Kruszwicy, wiodącej w kraju wytwórni win owocowych.  Od 1949 roku był inspektorem od spraw upraw winorośli w rejonie centralnym Polski. Pełnił też funkcję rejonowego inspektora w Zakładach Przemysłu Owocowo Warzywnego w Tymbarku.
W 1952 roku za zasługi w pracy zawodowej został odznaczony Brązowym Krzyżem Zasługi.
Stanisław Madej przewidywał obsadzenie winoroślą pasa wzdłuż Pilicy od Góry Kalwarii do Nowego Miasta o powierzchni około 800 hektarów. Ten rejon nazywał polską Nadrenią.
Był zwolennikiem uprawy odmian winorośli z gatunku winorośl właściwa.
W stosunku do hybryd przejawiał postawę ambiwalentną.
Jest też autorem obszernego podręcznika o winorośli: „Winorośl” (wydawca PWRiL, wydanie I 1952, wydanie II 1956, wydanie III 1957). Mimo że jest to już pozycja historyczna, to w dalszym ciągu wiele działów tej książki jest aktualnych i stanowi źródło informacji dla adeptów sztuki winogrodniczej.
Napisał również podręcznik "Wyrób win owocowych". Zgodnie z przedstawionym w nim poglądem uważał, że wino owocowe "ma pełne prawo być nazywane winem, ponieważ posiada wszystkie cechy wina, a w smaku i działaniu na organizm nie ustępuje zwykłemu winu gronowemu, odpowiedniej wartości". 